# Семенково (Орловская область)
Семенково — деревня в Кромском районе Орловской области России. 
Входит в Ретяжское сельское поселение в рамках организации местного самоуправления и в Ретяжский сельсовет в рамках административно-территориального устройства.

## География
Расположена на реке Ока, в 18 км к юго-востоку от райцентра, посёлка городского типа Кромы, и в 44 км к югу от центра города Орёл.

## Население
| 2002 | 2010 |
| ---- | ---- |
| 410  | ↘306 |

Согласно результатам переписи 2002 года, в национальной структуре населения русские составляли 91 % от жителей.